# 蔡村镇 (浑源县)
蔡村镇，是中华人民共和国山西省大同市浑源县下辖的一个乡镇级行政单位。

## 行政区划
蔡村镇下辖以下地区：
蔡村、峣村、文家庄村、碾槽沟村、下窑村、东留村、师家号村、元圪村、白道村和窑沟村。